# Pargasyt
Pargasyt – rzadki minerał klasy krzemianów, należący do rodziny amfiboli.

## Właściwości
Krystalizuje w układzie jednoskośnym. Wykształca kryształy o pryzmatycznym lub ziarnistym pokroju. Jest minerałem kruchym, przeświecającym do przezroczystego. Posiada szklisty połysk oraz jasnoszarozieloną do brązowozieloną rysę. Częstymi zanieczyszczeniami są żelazo, tytan, chrom, mangan, potas, fluor oraz fosfor.

## Występowanie
Występuje w wapieniach metamorficznych i skarnach, w niektórych gabrach i skałach wulkanicznych, a także w zwietrzałych skałach ultrazasadowych. Towarzyszą mu najczęściej rubin, zoisyt, spinel, kalcyt, marmur, flogopit, chondrodyt, edenit oraz fuchsyt. 

## Miejsce występowania
Występuje w Austrii, Kanadzie, Chinach, Niemczech, we Francji, Japonii, Mjanmie, Finlandii, Norwegii, Afganistanie, Pakistanie, Rosji, Hiszpanii, Wietnamie, Sri Lance oraz USA (Nowy Jork, Kalifornia).

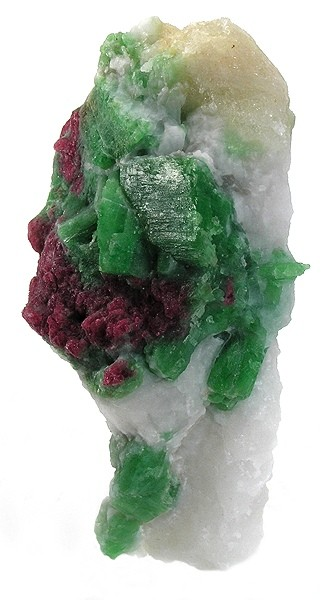
pargasyt w towarzystwie spinelu z prowincji Luc Yen w Wietnamie